# Elvis Mitchell
Elvis Mitchell (né en 1958) est un critique de cinéma américain, présentateur de l'émission radiophonique The Treatment et conférencier occasionnel à l'université Harvard. Il a travaillé en tant que critique pour le Fort Worth Star-Telegram, le LA Weekly, le Detroit Free Press et le New York Times.

## Biographie
Elvis Mitchell naît à Highland Park dans le Michigan. Il obtient son diplôme de l'université d'État Wayne en 1980 où il a étudié l'anglais. Il est ensuite critique pour le Fort Worth Star-Telegram, le LA Weekly, le Detroit Free Press et le New York Times. 
À la fin des années 1980, il participe au projet The Edge de PBS au cours duquel il commente des films et émet des critiques générales. Lors d'un épisode, il propose un bref aperçu des caractéristiques du cinéma d'Oliver Stone et notamment de cette « caméra toujours en mouvement » alors qu'il joue avec un caméscope au-dessus d'une petite maquette représentant la jungle vietnamienne et une prison.
Mitchell produit The Black List en 2008 avec le réalisateur Timothy Greenfield-Sanders, un documentaire qui parle de race, de culture et des origines du succès. On y retrouve Toni Morrison, Chris Rock, Kareem Abdul-Jabbar et d'autres encore. Une suite, The Black List 2, a été tournée de la même manière ; y participent Angela Davis, Tyler Perry et RZA.
Depuis 1996, Mitchell est animateur sur KCRW, une station de radio de Santa Monica en Californie. Il présente The Treatment, une émission qui traite de culture populaire et de cinéma qui est diffusée à l'échelle nationale. Il a également travaillé pendant quelques années en tant que commentateur de culture populaire pour la Weekend Edition sur la NPR. En 2008, Elvis Mitchell: Under the Influence fait ses débuts sur Turner Classic Movies. L'animateur s'entretient avec des acteurs et des réalisateurs pour parler de leur films favoris.
Mitchell apparaît en 2009 dans le documentaire For the Love of Movies: The Story of American Film Criticism dans lequel il parle de la façon dont il a été défié par la jeune écrivaine Pauline Kael et de l'impact qu'a eu sur lui, adolescent, le film de Herschell Gordon Lewis, 2000 maniaques.
Le 10 septembre 2010, le critique Roger Ebert annonce son retour à la télévision dans une émission traitant de cinéma. Il précise que Mitchell et Christy Lemire de The Associated Press critiqueront les films récents. Le 14 décembre de la même année, le Chicago Sun-Times révèle que Mitchell ne fera pas partie de l'émission. En janvier 2011, on apprend que Mitchell a rejoint Movieline en tant que critique en chef, en même temps que Stephanie Zacharek. Penske Media Corp le remercie trois mois plus tard.

### Style
Dans ses critiques, Elvis Mitchell a recours à une espèce de courant de conscience assez libre et incorpore de l'intertextualité en se référant à d'autres films.

## Filmographie

### Réalisateur
- 2022 : C'est assez noir pour vous ?!? (Is That Black Enough for You?!?) - documentaire

## Culture populaire
En 2007, Mitchell apparaît dans un épisode de la série Entourage sur HBO.
Le 27 avril 2008, il est arrêté lors de son retour à Détroit depuis Toronto par des douaniers qui trouvent sur lui des cigares cubains et 12 000 $ en liquide.